# پی. لانکش
پی. لانکش (انگلیسی: P. Lankesh; ۸ مارس ۱۹۳۵ – ۲۵ ژانویهٔ ۲۰۰۰) نویسنده، مترجم، رمان‌نویس، شاعر، نمایشنامه‌نویس، کارگردان اهل هند بود. وی برنده جایزه ملی فیلم بهترین کارگردانی شده‌است.